# WikiCrimes
WikiCrimes é um software que permite o acesso e registro de ocorrências criminais no computador diretamente em um mapa digitalizado. Por esta razão esta atividade se chama mapear o crime. A filosofia que norteia Wikicrimes é a mesma da enciclopédia Wikipedia. Parte-se do princípio que a participação individual pode gerar uma sabedoria das massas. Ou seja, se todos participarem o mapeamento criminal passa a ser feito colaborativamente e todos terão o benefício de ter acesso às informações de crimes no mapa. Por isso nosso slogan é "Compartilhe informações sobre crimes. Saiba onde não é seguro!". Wikicrimes não é um projeto desenvolvido por uma instituição policial. Trata-se de um projeto de cidadania. É importante ressaltar que não se pode, nem se deseja, substituir os órgãos policiais. O fato de se registrar uma ocorrência em WikiCrimes não exime o cidadão de o fazê-lo também nas organizações de segurança responsáveis.
Wikicrimes foi idealizado por Vasco Furtado, professor titular da Unifor, Brasil onde coordena a célula de Engenharia de Conhecimento. Os integrantes desta célula foram participantes ativos do projeto em particular Leonardo Ayres. A infra-estrutura tecnológica é provida pela IVIA.